# 七郎神
七郎神は、熊本県玉名郡和水町西吉地にある塩井谷神社の主祭神。性の神様とされる。

## 概要
塩井谷神社に主祭神として祭られる七郎神は、坂梨七郎右衛門という人物のことであり、地域の人々は「七郎さん」と呼ぶ。初期には婦人病に効くとされていたが、いつしか、腰から下のことについては霊験があるとされるようになり、腰痛や夜尿症にもご利益があると言い伝えられる。子孫繁栄・安産・夫婦和合の神様として、蔭茎弱き人、子宝に恵まれない人、縁遠き男女など、性に悩む人々が参拝する。
信仰・祈願する人は作りものの男根を奉納し、御願成就のあきつきには、男は白色、女は赤色の布に住所・氏名・年齢を書いてお礼参りをする風習が伝えられる。布には、子宝に恵まれた感謝のお礼などが書かれている。七朗の命日の4月9日には「七郎神の祭り」が開催され、各地から多くの参拝客で賑わう。
2018年には火野正平が『にっぽん縦断 こころ旅』（720日目・熊本県和水町）において訪れたことで知られる。

## 歴史
1200年（正治2年）坂梨家の祖とされる坂梨弥五助が、肥後の一の宮阿蘇神社本宮から玉名郡吉地村に移り山森阿蘇神社を建立したとされる。その時に、弥吾助のお伴をしていた人物が坂梨七郎右衛門である。七郎は、清い水があふれる塩井谷に住居を構え、農耕技術の普及に貢献したとされる。七郎の死後、地区の住民はその功績を称え、五穀豊穣と種の繁殖を祈願して、七郎右衛門を祭神として祀るようになった。

## 随喜の泉
深い信仰神により幸せと喜びを招く泉とされている。男性器の石像の先端から天然の湧き水があふれ出す仕掛けとなっており、飲めばご利益があるという。

## アクセス
南関インターチェンジおよび菊水インターチェンジから車で15分。熊本県道194号線和仁菊水線沿い